# Raumdeckung
Raumdeckung ist eine Abwehrtaktik bei Mannschaftssportarten. Im Gegensatz zur Manndeckung, die einem Spieler einen direkten Gegenspieler zuordnet, werden bei der Raumdeckung die Passwege zugestellt.

## Fußball
Im Fußball basieren moderne Spielsysteme auf dem Prinzip der Raumdeckung. Dadurch, dass die direkte Zuordnung aufgehoben ist, sind die Aufgaben der Abwehrspieler auch im Spielaufbau, die Aufgaben der Stürmer und Mittelfeldspieler auch im Verteidigen gegen die gegnerischen Angriffe zu sehen. Durch ein ballorientiertes Verschieben der Positionen – welches eine ständige Beobachtung des Spielgeschehens erfordert – wird die Abwehrarbeit auf das gesamte Team verteilt und auch Abwehrspieler werden in den Spielaufbau einbezogen. Ziel des Verschiebens ist vor allem, in Ballnähe eine Überzahlsituation zu schaffen, um so entweder den ballführenden Gegenspieler unter Druck zu setzen oder bei eigenem Ballbesitz möglichst mehrere Anspielstationen zu schaffen.
Raumdeckung erfordert von Spielern ein hohes Maß an taktischem Geschick. Die Positionen der Manndecker und die des Liberos werden umfunktioniert in die der Innenverteidiger und Außenverteidiger. Durch die Definition der Positionen ist das schnelle Umschalten von Abwehr auf Angriff im Vergleich zur Manndeckung erleichtert.
Die Ursprünge der Raumdeckung werden auf Trainer wie Walerij Lobanowskyj (Dynamo Kiew), Nils Liedholm (AS Rom), Arrigo Sacchi (AC Milan) und Rinus Michels (Ajax Amsterdam) zurückgeführt.
Die ersten, die die Raumdeckung in Deutschland Ende der 1970er Jahre einführten, waren Ernst Happel beim Hamburger SV, sowie Gyula Lóránt zunächst als Trainer bei Eintracht Frankfurt, anschließend beim FC Bayern München. Der Assistent von Lorant, Pál Csernai, der diesen als Cheftrainer der Bayern beerbte, bewirkte einen Aufschwung des Vereins mittels der neuen Abwehrstrategie.
In Deutschland setzte die Raumdeckung sich allerdings recht zögerlich durch – so spielten die meisten Vereine wie auch die Nationalmannschaft (Änderung erst unter Rudi Völler) noch lange Zeit mit Libero und Manndeckung.
Des Weiteren gibt es in der Raumdeckung Unterschiede in der jeweiligen Orientierung, wodurch verschiedene Varianten entstehen. Im Fachjargon wird dabei zwischen einer mannorientierten, einer positionsorientierten, einer raumorientierten und einer optionsorientierten Raumdeckung unterschieden.

## Eishockey
In Unterzahl wird Raumdeckung auch im Eishockey praktiziert.